# Márcia (cantora portuguesa)
Ana Márcia de Carvalho Santos (Lisboa, 19 de Fevereiro de 1982) é uma cantora e compositora portuguesa.
Estudou Pintura na Faculdade de Belas Artes e estagiou em cinema documental, mas à parte da sua formação académica frequentou o curso de canto na escola de Jazz Hot Clube.   
Fez parte do grupo popular Real Combo Lisbonense.

## EP, DÁ e primeiro sucesso
Em 2009 lançou o seu primeiro trabalho a solo "A Pele que Há em Mim", um ep com cinco canções em guitarra e voz, (edição Optimus Discos). Entre elas, a sua canção mais conhecida, "A pele que há em mim" que mais tarde viria a ter uma versão em dueto com o cantor J.P. Simões. Esta versão, "A Pele que há em mim (quando o dia entardeceu)" (DÁ, Parlophone Music Portugal, 2011) foi nomeada para melhor canção na gala Globos de Ouro 2012. 
"DÁ" foi o seu primeiro álbum de longa duração, produzido pelo jovem músico Luis Nunes (que editava sob pseudónimo de Walter Benjamin) e pelo mentor do Real Combo Lisbonense (projecto que integrou entre 2008 e 2012), João Paulo Feliciano. Este disco foi editado em 2010 por uma editora independente e reeditado em 2011 pela Parlophone Music Portugal. 
A diferença entre as duas edições foi anotada por Márcia trocando as cores da capa: a primeira com tom amarelo e a segunda com tom azul.  

## Casulo
Em Maio de 2013 lançou "Casulo" (Warner Music Portugal), um disco influenciado pela experiência da maternidade que teve pela primeira vez em 2012 e produzido pelo seu marido, Filipe C. Monteiro.   
O primeiro single foi "Deixa-me ir", com clipe do realizador Miguel Gonçalves Mendes . O segundo single foi a canção "Menina", para a qual contou com a colaboração de Samuel Úria.   
Na altura da promoção de Casulo, umas chuvas fortes em Lisboa inundaram o seu estúdio pessoal encharcando também os seus discos que lá estavam guardados, nomeadamente uma caixa cheia com exemplares do seu álbum "DÁ". Márcia resolveu então doar os discos molhados para quem quisesse, autografados, onde o interessado pagaria apenas as despesas postais e os fãs acabaram com o estoque. 

## Quarto Crescente
Em 2015 lança "Quarto Crescente" gravado no Rio de Janeiro e produzido pelo músico Dadi Carvalho. Na canção "Linha de ferro" contou com a colaboração do cantor brasileiro Criolo. A capa do álbum já não tem ilustrações, como em "DÁ" e "Casulo" mas, pela primeira vez, uma fotografia da Márcia, a preto e branco, registada pelo também músico David Fonseca.  
O primeiro single foi "A Insatisfação", nomeada para melhor interprete individual na edição de 2016 dos Globos de Ouro. Gravado entre Lisboa e o Rio de Janeiro, "Quarto Crescente" tem 11 temas, todos eles com letra e música de Márcia, com excepção do tema “Mal Menor” com música composta por Filipe C. Monteiro. 

## Vai e Vem
Em 2018 lança o álbum "Vai e Vem", um disco de plena afirmação da cantora na música portuguesa. Todas as 12 canções de "Vai e Vem" têm a assinatura de Márcia, mas três delas são interpretadas em dueto − com António Zambujo, Samuel Úria e Salvador Sobral.  Duas canções do álbum já tinham sido publicadas anteriormente: "Agora" fez parte do Festival da Canção em Fevereiro de 2017  e "Tempo de Aventura" foi lançado em Abril de 2017, as duas músicas com vídeos realizados por Joana Linda.  
O primeiro single foi "Tempestade", acompanhado de um videoclip, filmado no Bairro da Fonte da Prata, com realização de Filipe C. Monteiro e direcção de Fotografia de Ricardo Magalhães. Um vídeo tocante e que conta com a participação de vários moradores do bairro. 
Em 2019 Márcia foi distinguida com o prémio José da Ponte pelo álbum "Vai e Vem". 

## Picos e Vales
Em 2022, Márcia lança o álbum "Picos e Vales" após um período conturbado com a morte do pai, a pandemia de 2020 e, mais tarde, o aparecimento de um cancro, que venceu. A cantora referiu em vários artigos que o seu álbum reflectia precisamente a incerteza e os altos e baixos da vida, sendo o amor a única certeza e força para superar. "Picos e Vales" tem 11 canções.

## Ana Márcia
"Ana Márcia" é lançado em Fevereiro de 2025 e, sobre esse disco a artista explicou que "Ana Márcia é como um regresso a casa. É um álbum de memórias de uma menina cheia de sonhos para o futuro.
Com três capítulos, explora o lugar da infância do passado no primeiro; a jovem que encontra o amor e desamor no segundo, e que descobre, na maternidade, o regresso à sua própria infância através da magia da infância dos filhos. Volta assim à sua criança interior, recomeçando o caminho e recriando os passos, refazendo os seus ensinamentos numa viagem circular entre o presente, o passado e o futuro, percebendo que caminha para a criança que foi.
Catarina Salinas foi convidada para acompanhar a jovem que se desengana, como amiga e cantora contemporânea. Sérgio Godinho e Jorge Palma aparecem a convite para assumir a posição de mentores ou modelo a seguir. Os dois artistas compositores de canções que inspiram e encaminham com carinho a geração seguinte, num disco que combina identidade pessoal e artística."
O disco foi lançado em formato Vinil duplo e CD, composto com ilustrações e pinturas da própria artista. As suas canções saem em formato digital de 15 em 15 dias, ficando o lançamento digital do álbum completo agendado para Julho de 2025. 
Sobre o disco, o seu amigo de longa data e também músico Samuel Úria escreveu que "Ana Márcia é o disco mais íntimo da (Ana) Márcia. Parece que, ao declará-lo, incorro num lugar comum, ou numa consideração genérica; tudo menos isso. A intimidade é, talvez, o ingrediente mais pungente de todos os prévios trabalhos da artista: está nas histórias que nos confessa e na voz com que as sussurra e se sutura."
Valter Hugo Mãe também expressou a sua admiração por este novo trabalho da cantora, escrevendo na sua rubrica no jornal JN, "Cidadania Impura" que "A música da Márcia sempre me dá a vontade de ir a algum lado. Deve ser porque se sublinha depois a urgência tão feliz de regressar a casa. Ter alguém para quem regressar. Ser de alguém e haver entendido que ainda somos os felizes que podem amar. "
O álbum conta com as participações de Catarina Salinas (Best Youth), Jorge Palma e Sérgio Godinho.

## Escrita
Para além das edições em nome próprio, Márcia colaborou com vários artistas e intérpretes escrevendo canções para estes. Destacam-se Ana Bacalhau, Ana Moura, António Zambujo, Cristina Branco, Pedro Moutinho e Sergio Godinho, que integrou uma canção sua no álbum "Nação Valente". Sérgio Godinho referiu várias vezes que a canção de Márcia foi a única canção no seu disco contendo a letra escrita por outro autor.
Durante o período de Estado de Emergência gerado pela pandemia Covid-19, Márcia foi cronista convidada do Jornal de Notícias.

## As Estradas São Para Ir
Em 2020, em plena pandemia Covid-19, Márcia concretiza o desejo antigo de publicar o seu primeiro livro, intitulado "As Estradas são Para Ir". O livro junta algumas crónicas, que foi escrevendo ao longo dos anos, e ainda outras, na colaboração com o Jornal de Notícias, aos seus poemas e trechos de canções. O livro é acompanhado de várias ilustrações da própria Márcia e foi muito agraciado pelo público, tendo arrecadado até dois prémios: o prémio Aritmar e o prémio Bertrand de melhor livro de poesia 2020. 

## Discografia

### Álbuns de estúdio
- EP "A Pele que há em mim" (2009)
- DÁ (2010)
- DÁ (2011 reedição Parlophone Music Portugal)
- Casulo (2013 Warner Music Portugal)[15] [16]
- Quarto Crescente (2015 Warner Music Portugal)
- Vai e Vem (Warner Music Portugal 2018)
- Picos e Vales (2022)
- Ana Márcia (2025)